# Potok Wielki (gemeente)
De gemeente Potok Wielki is een landgemeente in het Poolse woiwodschap Lublin, in powiat Janowski.
De zetel van de gemeente is in Potok Wielki.
Op 30 juni 2004 telde de gemeente 5004 inwoners.

## Oppervlakte gegevens
In 2002 bedroeg de totale oppervlakte van gemeente Potok Wielki 98,33 km², waarvan:
- agrarisch gebied: 59%
- bossen: 27%

De gemeente beslaat 11,23% van de totale oppervlakte van de powiat.

## Demografie
Stand op 30 juni 2004:
| Omschrijving                   | Totaal | Totaal | Vrouwen | Vrouwen | Mannen | Mannen |
| ------------------------------ | ------ | ------ | ------- | ------- | ------ | ------ |
| eenheid                        | aantal | %      | aantal  | %       | aantal | %      |
| inwoners                       | 5004   | 100    | 2497    | 49,9    | 2507   | 50,1   |
| bevolkingsdichtheid (inw./km²) | 50,9   | 50,9   | 25,4    | 25,4    | 25,5   | 25,5   |

In 2002 bedroeg het gemiddelde inkomen per inwoner 1296,29 zł.

## Plaatsen
Dąbrowica, Dąbrówka, Kolonia Potok Wielki, Maliniec, Osinki, Osówek, Potoczek, Potok-Stany, Potok-Stany Kolonia, Potok-Stany Kolonia Trzecia, Potok Wielki, Radwanówka, Stawki, Wola Potocka, Zarajec Potocki.

## Aangrenzende gemeenten
Modliborzyce, Pysznica, Szastarka, Trzydnik Duży, Zaklików